# Desko Mountains
Desko Mountains är ett berg i Antarktis. Det ligger i Västantarktis. Argentina, Chile och Storbritannien gör anspråk på området. Toppen på Desko Mountains är 1 000 meter över havet.
Terrängen runt Desko Mountains är huvudsakligen kuperad, men åt nordväst är den platt. Desko Mountains är den högsta punkten i trakten. Trakten är obefolkad. Det finns inga samhällen i närheten. 